# Pobozsnyi Ágnes
Pobozsnyi Ágnes Hönichné (Budapest, 1954. március 1. –) magyar színésznő, irodalmi vezető, lexikonszerkesztő.

## Életpályája
1978-ban színésznőként diplomázott Marton Endre osztályában a Színház- és Filmművészeti Főiskolán. 1983 és 1996 között az Akadémiai Kiadó szerkesztője majd felelős szerkesztője volt. Egyik legfontosabb munkája ebből az időszakból az 1994-ben elkészült Magyar Színházművészeti Lexikon. 1997-től a Holnap Kiadó és a Medicina Könyvkiadó irodalmi vezetője, fordítással is foglalkozik.

## Színházi szerepeiből
- Szabó Magda: Régimódi történet... Csanády Matild
- Görgey Gábor – Vörösmarty Mihály: Handabasa, avagy a fátyol titkai... Lidi, Vilma szobalánya
- Illés Endre – Vas István: Trisztán... Brangwain, Izolda szolgálója
- Tadeusz Różewicz: Az éhező művész elmegy... Anya
- Makszim Gorkij: Vássza Zseleznova... Liza, cseléd

## Filmográfia
- Aki szeretni gyáva (1977)

## Könyvek
Pobozsnyi Ágnes által szerkesztett könyvek közül néhány:
- Akadémikus Portrék – Nők a tudományban sorozat könyvei:

- Barnabás Beáta virágzásbiológus
- Erdei Anna immunológus
- Garas Klára művészettörténész
- Ligeti Erzsébet sejtélettan-kutató
- Oláh Edit onkogenetikus
- A Csillagszemű juhász (Magyar népmesék sorozat)
- Bodó Béla: Brumi sorozat könyvei
- Montágh Imre: Figyelem vagy fegyelem?!
- Bihari Péter: A 20. század története fiataloknak 1917-2000

Fordításaiból:
- David Jobber: Európai Marketing (2002)